# Großstadtschmetterling
Großstadtschmetterling ist ein deutsch-britischer Spielfilm von Richard Eichberg aus den Jahren 1928/29. In dem stummen Drama waren die chinesisch-amerikanische Schauspielerin Anna May Wong, die deutschen Darsteller Alexander Granach und Louis Lerch und der Ungar Szöke Szakall in Hauptrollen zu sehen.

## Handlung
Der Film spielt in der Pariser Bohème. Der brutale und skrupellose Clown Coco liebt die schöne chinesische Tänzerin Mah und stellt ihr nach. Als Coco einen Akrobaten tötet, lenkt er den Verdacht auf Mah; diese findet Zuflucht bei dem in einem Dachatelier lebenden russischen Maler Kusmin und wird sein Modell. Als sie bei der Bank einen Scheck für Kusmin einlösen soll, folgt Coco ihr, und als sie sich weigert, mit ihm zu gehen, nimmt er ihr das Geld ab. Da Coco gedroht hat, Kusmin zu töten, falls sie den Diebstahl verrät, kann sie sich Kusmin gegenüber nicht offenbaren. Kusmin hält sie daher selbst für die Diebin und wirft sie hinaus. Erst nach vielen weiteren Verwicklungen kann Mah Coco entlarven, das Geld wiederbeschaffen und Kusmin mit Hilfe des Baron Neuve über den wahren Sachverhalt aufklären. Endlich von Schuld reingewaschen, verschwindet sie trotz des Angebots von Kusmin und seiner neuen Geliebten, mit ihnen zu leben, in der Menge: „Ich gehöre nicht zu euch.“

## Produktion und Kinoauswertung
„Großstadtschmetterling“ war eine deutsch-britische Gemeinschaftsproduktion der Richard Eichberg-Film GmbH, Berlin und der British International Pictures (BIP), London. Die photographische Leitung hatte Heinrich Gärtner, assistiert von Otto Baecker. Das Bühnenbild schufen Willi A. Herrmann und Werner Schlichting. Aufnahmeleiter war Arthur Teuber. Die Kinoauswertung übernahm die Süd-Film AG.
„Großstadtschmetterling“ entstand zwischen Dezember 1928 und Februar 1929 in den UFA Ateliers Neubabelsberg mit Außenaufnahmen in Paris, Nizza und Monte Carlo. Der Film lag am 23. März 1929 der Reichsfilmzensur vor, die ihm unter der Nummer B 22046 Jugendverbot erteilte.
Nach „Schmutziges Geld“ war „Großstadtschmetterling“ Eichbergs zweite Zusammenarbeit mit Anna May Wong; 1930 sollte der Tonfilm „Hai-Tang. Der Weg zur Schande“ folgen. Der Film hatte verschiedene Alternativtitel, wie „City Butterfly“, „Pavement Butterfly“ (in Deutschland „Asphaltschmetterling“), „Die Fremde“ (Arbeitstitel) und „Ballade einer Liebe“ (Untertitel).
Die Uraufführung fand am 10. April 1929 in Berlin im Universum-Kino statt, wo Komponist Pflugmacher als Gastdirigent das Kinoorchester leitete, und im Titania-Palast. Dort dirigierte Hans Heinrich Dransmann das Orchester.

## Kritik
Der Film verdankt seine Bedeutung vor allem der chinesisch-amerikanischen Hauptdarstellerin Anna May Wong, die in Hollywood aufgrund ihrer chinesischen Abstammung auf Rollen festgelegt war, die ganz den landestypischen chinesischen Stereotypen entsprachen. In einer europäischen Produktion wie dieser konnte Wong hingegen ihre ganze Schauspielkunst in einer Rolle zeigen, die Chinesen weder diffamierte noch so klischeehaft überzeichnete, wie dies in ihren amerikanischen Filmen normalerweise der Fall war.
Der Film wurde besprochen in:
- F.W. [d. i. Fritz Walter] im Berliner Börsen-Courier. Nr. 168, 11. April 1929
- Ernst Blaß im Berliner Tageblatt. Nr. 176, 14. April 1929
- Hans Sahl in Der Montag Morgen. Nr. 15, 15. April 1929
- -den. [d. i. Hermann Linden] in der Frankfurter Zeitung. Nr. 331, 4. Mai 1929

Max Pflugmachers Filmmusik wurde besprochen von
- -r. [d. i. Ernst Jäger] im Film-Kurier. Nr. 86, 11. April 1929

## Wiederaufführung
Im Rahmen der Stummfilmkonzerte wurde der Film am 9. September 2009 im Berliner Kino Babylon, begleitet von Stephan von Bothmer, gezeigt.
Das kommunale Nürnberger “Filmhaus” Kino zeigte den Film am 12. Mai 2013 begleitet durch Dr. Dieter Meyer am Flügel.
Bei den Bonner Stummfilmtagen 2023 wurde die neu restaurierte Kopie des Deutschen Filmmuseums (DFF) am 10. August 2023 mit dem Aljoscha Zimmermann Ensemble zur Aufführung gebracht. Der Film konnte auch für 2 Tage als Stream abgerufen werden.